# Carex helodes
Carex helodes är en halvgräsart som beskrevs av Heinrich Friedrich Link. Carex helodes ingår i släktet starrar, och familjen halvgräs. Inga underarter finns listade i Catalogue of Life.